# Отт, Расмус
Razz (настоящее имя Расмус Отт, дат. Rasmus Ott, 30 июля 1989, Кларуп, Дания) — датский исполнитель песен в стиле рэп.
В 2002 году выпустил свой первый альбом «Kickflipper», который занял в Дании 1 место. Это при том, что на датском радио существует запрет на песни исполнителей до 18 лет.
В 2003 году снялся в датском телевизионном сериале «Иисус и Жозефина» в роли Оскара. В 2003 году выходит второй альбом «Kast Dine Hænder Op».
В 2004 записывается несколько новых песен на английском языке (в числе которых ставшая знаменитой «Dance with me»), но они не могут повторить прежнего успеха, и в 2004 году, заработав за свою карьеру миллион (датских крон, или 135 000 Евро) Расмус покинул шоубизнес.
В дальнейшем были предприняты попытки выступлений с другими музыкальными группами, но они не имели успеха.

## Дискография
- 2002 — Kickflipper
- 2002 — Julejam
- 2003 — Kast dine haender op
- 2004 — Lets go Party!

## Интересные факты
- Николай Кельструп начал петь после того, как в 2002 году посмотрел выступление на детском Евровидении Расмуса Отта.